# Антон Јанша
Антон Јанша (Брезница, 20. мај 1734 - Беч, 13. септембар 1773) био је дворски пчелар Марије Терезије и академски сликар. 

## Биографија
Антон Јанша рођен је у Брезници, данашњој Словенији, 1734. године. У младости је заједно са своја два брата направио атеље у штали где су се три брата бавили сликарством. Иако неписмени, браћа су се упутила године 1766. у Беч  где су се уписали на сликарску академију. Иако надарен за сликарство, Антон је гајио велико интересовање према пчеларству. Његов отац имао је преко сто кошница код куће, а суседни фармери би се окупили у селу и разговарали о пољопривреди и пчеларству. Године 1769. је почео да ради званично као пчелар. Царица Марија Терезија га је именовала 1770. године за дворског пчелара и за првог царског инструктора у монархији. Постао је први постављен учитељ пчеларства у свим аустријским земљама. Пчеле је држао у царским вртовима и путовао је по Аустрији износећи своја запажања о селидби кошница на разне пашњаке.

## Облик кошница
У пчеларству је запажен по промени величине и облика кошница у облик који се може сложити заједно као блокови. Као сликар украсио је и слике кошница. Залагао се за селидбу кошница на пашњаке.

## Светски дан пчела
Светски дан пчела се обележава 20. маја од 2018. године, на дан када је рођен Антон Јанша. Иницијатива за успостављање овог дана је Словенија.